# Walter Wright

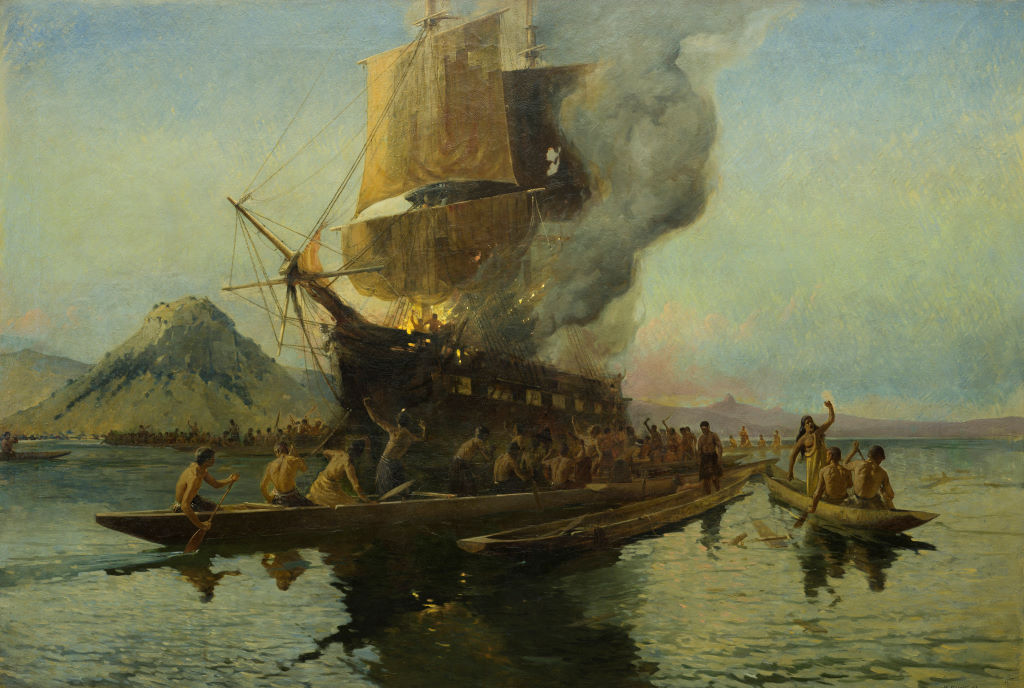
The Burning of the Boyd, Öl auf Leinwand, 1908

Walter Wright (* 1866 in Nottingham; † 9. Januar 1933 in Auckland) war ein neuseeländischer Maler.

## Leben
Wright wurde 1866 im englischen Nottingham geboren. Sein Vater arbeitete als künstlerischer Gestalter in der lokalen Spitzenindustrie, verstarb aber früh. Als Elfjähriger kam er gemeinsam mit seiner Mutter und seinem älteren Bruder Frank Wright (1860–1923) nach Neuseeland, wo sich die Familie in Auckland niederließ. Die beiden Brüder arbeiteten zunächst im gleichen Möbelunternehmen, Frank als Möbelträger und Walter als Tapezier. Als junger Mann schlug Walter eine Karriere als Maler ein. Ab 1888 stellte er sein Werk in der Auckland Society of Arts aus, der er sein Leben lang angehörte. Auch sein Bruder Frank wurde Maler und gemeinsam unterhielten die beiden in Auckland ein Studio (Wrights’ Studio), in dem die beiden sich auch als Kunstlehrer betätigten, um sich einen Nebenerwerb neben der Malerei zu verdienen. Zu ihren Schülern gehörten unter anderem Edwin Bartley und Emma Maria Walrond. In diesen frühen Jahren gehörten die Brüder Aucklands Mahlstick Club an, einer lokalen Kunstvereinigung, die Exkursionen und Werksschauen organisierte. Großes Lob bekamen beide Brüder für mehrere ihrer Gemälde, die sie 1890 in der Auckland Society of Arts ausstellten. Mithilfe eines Lottogewinns und später der finanziellen Unterstützung seines Bruders ging Walter 1894 nach England, wo er bis 1897 blieb und an der Heatherley School of Fine Art in London studierte und so seine künstlerischen Fertigkeiten weiterbildete. 1901 heiratete er und reiste mit seiner Ehefrau erneut nach England, wo er sich der spätimpressionistischen Newlyn School in Cornwall anschloss, um dort Unterricht bei Stanhope Forbes zu nehmen. Nach Walters Rückkehr unternahmen beide Brüder zusammen mehrere Reisen durch Neuseeland, um neue Motive für ihre Arbeit zu finden. Die beiden gehörten zu den ersten Malern, die die Westküste Aucklands und das Gebiet des Te Urewera als Ort für Inspirationen entdeckten und nutzten. 1908 illustrierten die beiden gemeinsam William Pember Reeves’ Buch New Zealand (A & C Black, London).
Walter Wrights Werk umfasst sowohl Ölgemälde als auch Aquarelle. Er spezialisierte sich zum einen auf Marinemalerei und zum anderen auf die Genremalerei, in seinem Leben auf Alltagszenen aus dem Lebens der Maori. Zu seinen Marinemotiven gehören beispielsweise Gemälde des Wellington Harbour. Als sein Meisterwerk gilt das Gemälde The Burning of the Boyd (1908). Das Historiengemälde entstand anlässlich des 100. Jahrestags des Boyd-Massakers und stellt den Angriff der Maoris auf das britische Schiff dar. Wright impliziert dabei, dass ungehobelte Gewalt ein Bestandteil des Charakters der Maori sei. Das Gemälde ist heute im Besitz der Auckland Art Gallery. Viele andere von Wrights Maori-Gemälden stellen die Maoris dagegen auf romantisierende Art als friedliebende, einfache Leute dar. In seinem Spätwerk nehmen unter anderem Gemälde des Auckland Harbour eine hervorstechende Rolle ein, wenngleich diese Werksphase vergleichsweise unbeachtet blieb. Nach dem Tod seines Bruders 1923 zog sich Wright immer mehr zurück und stellte 1925 ein letztes Mal seine Gemälde in der Auckland Society of Arts aus; gleichzeitig musste er Geld zurücklegen, um die Pflege seiner Frau zu bezahlen, die einen schweren Nervenzusammenbruch erlitten hatte. Künstlerisch gesehen malte er in dieser Spätphase ausschließlich mit Wasserfarben. Erst sein schlechter werdendes Sehvermögen beendete schließlich weitere künstlerische Arbeiten. Er starb am 9. Januar 1933 in einer Privatklinik in Auckland; alternativ wird auch der 11. Januar als Todestag angegeben. Über den Jahreswechsel 1954 / 1955 veranstaltete die Auckland Art Gallery eine Retrospektive über das Werk der Brüder Wright, die von Una Platts kuratiert wurde.